# Vladimir Prelog
Vladimir Prelog (Szarajevó, 1906. július 23. – Zürich, 1998. január 7.) bosznia-hercegovinai horvát vegyész. 1975-ben kémiai Nobel-díjban részesült.

## Élete
Prelog az abban az időben az Osztrák–Magyar Monarchiához tartozó, bosznia-hercegovinai Szarajevóban született. Még gyermekként, 1915-ben Zágrábba került. Tanulmányait a horvát főváros mellett Eszéken végezte, majd a prágai Cseh Technológiai Intézetben, ahol 1929-ben vegyészmérnöki diplomát szerzett.
Vegyészeti Sc. D. fokozatának megszerzése után G. J. Dríza prágai magánlaboratóriumában dolgozott. Feladata olyan ritka vegyi anyagok előállítása volt, amelyek annak idején nem voltak fellelhetőek a piacon.
1941-től nyugalomba vonulásáig Svájcban dolgozott.

## Zágrábi munkássága
1935-ben Prelog elfogadta a Zágrábi Egyetem Műszaki Karának meghívását, ahol szerves kémiát adott elő, valamint vegyészmérnök-hallgatókat is tanított. Ugyanebben az évben a zágrábi „Kaštel” (ma: Pliva) gyógyszergyárban is kutatni kezdett.
Prelog eredményeit a legjobb európai vegyészeti lapok is közölték.